# Helle Degn
Helle Degn, née le 20 octobre 1946 à Copenhague (Danemark), est une femme politique danoise membre des Sociaux-démocrates, ancien ministre et ancienne députée au Parlement (le Folketing) entre 1971 et 1975 puis entre 1977 et 2000. 

## Biographie
Helle Degn est enseignante de profession. Engagée au sein de la Social-démocratie, elle est élue députée au Folketing pour la première fois lors des élections législatives de septembre 1971.
Elle est l’ancienne présidente du Centre Mandela du Danemark, et actuellement sa vice-présidente (Rikke Forchhammer la remplace à la tête de l'institution).
Elle quitte le Folketing et la politique danoise le 1er octobre 2000, pour devenir commissaire aux droits de l'Homme au sein du Conseil des États de la mer Baltique.

## Décoration
- Ordre de Dannebrog